# B'Day
B'day je drugi solo album pjevačice Beyoncé Knowles izdan 4. rujna 2006. godine na njezin 25. rođendan. Album je snimljen bez znanja njezinog oca/menadžera Mathewa Knowlesa i izdavačke kuće Columbia. Inspiraciju za album je dobila tijekom snimanja filma "Komadi iz snova" (Dreamgirls).
Popis pjesama:
- Deja Vu
- Get Me Bodied
- Suga Mama
- Upgrade U (feat. Jay-Z)
- Ring the Alarm
- Kitty Kat
- Freakum Dress
- Green Light
- Irreplaceable
- Resentment
- Check on It (feat. Bun B & Slim Thug)